# Dong Xi
En aquest nom xinès, el cognom és Dong.
Dong Xi (mort el 215 EC) va ser un general militar servint sota la família de senyor de la guerra Sun de Wu Oriental durant el període de la Dinastia Han Oriental de la història xinesa. Provenia del comtat de Yuyao, comandància de Kuaiji (l'actual ciutat de Yuyao, a la província de Zhejiang), i va unir-se al campament de Sun Ce quan aquest últim va pacificar Jiangdong. Ja que l'alçada i les habilitats marcials de Dong Xi eren extraordinàries, la família Sun confiava els seus serveis de tant en tant. Tot i ser un expert en l'elocució, ell n'era un home malparlat la majoria del temps, i la seva naturalesa obstinada finalment li va costar la vida en el camp de batalla.

## Servei sota la família Sun
Dong va entrar a servir a Sun Ce pel temps que Sun era pacificant la Província de Yang (o Jiangdong), però ell es distingiria més tard quan se li va ordenar sufocar als cobejosos bàrbars de Shanyue. Huang Longluo (黃龍羅) i Zhou Bo (周勃), ambdós líders Shanye, foren morts per Dong Xi en plena batalla. L'habilitat guerrera que tenia Dong li permeté ascendir en diversos rangs i ser comandant de més de mil soldats.
Després que Sun Ce fou assassinat en el 200, la Dama Wu (mare de Sun Ce i Sun Quan) era preocupada que el seu successor Sun Quan fóra massa jove per a manejar la situació precària en Jiangdong. Ell va consultar a Dong sobre la seva incertesa, i Dong Xi l'encoratjà dient, "Les terres a l'est del Iang-Tsé gaudeixen de barreres naturals com muntanyes i rius, mentre que el bon govern i la virtut de Sun Ce ja han atret a la gent, el senyor Sun Quan pot construir sobre aquestes bases, així que grans i petits poden seguir les seves ordres. Zhang Zhao pot tenir cura dels assumptes de govern, mentre que altres com jo poden actuar com a peons (urpes i dents). Tant amb l'avantatge estratègic com amb el suport popular, sens dubte, no hi ha res de què preocupar-se.". El seu discurs optimista va ser aplaudit per molts.
Tot i així, hi va haver gent que considerà que Sun Quan no era elegible per ser el seu nou senyor, Peng Hu (彭虎) era un d'ells, i va dirigir al bandits de Poyang per sollevar-se. Sun llavors va ordenar a Dong Xi juntament amb Ling Tong, Jiang Qin i Bu Zhi de reprimir l'exèrcit d'avalots que tenia desenes de milers d'homes. Davant el temor de la destresa Dong Xi, els traïdors fugien d'on Dong anava, i la revolta va ser resolta en deu dies.
En el 208, Sun Quan va dirigir una expedició punitiva contra Huang Zu. Zhou Yu, Ling Tong, Lü Meng, i Dong foren designats per partir en la campanya. Després de perdre el seu general d'avantguarda Ling, Huang establí dues naus cobertes amb pell de bou per protegir el canal a través del Miankou (沔口), i ell tenia una gran soga de fibra de coco de cocoter, amb pedres afegides com àncores. Per sobre de tot això hi eren 1.000 homes ballesta per donar foc de cobertura. Les fletxes queien com la pluja i l'exèrcit enemic no podia seguir. Dong Xi juntament amb Ling Tong eren junts en l'avantguarda, cadascú al comandament de 100 voluntaris d'armadura doble. Va pujar a un vaixell gran, van carregar als vaixells coberts, i van lliurar una dura batalla amb desavantatge numèric d'1 a 10 abans que Dong tallés les dues cordes amb l'espasa, aclarint el bloqueig. El cos principal de l'exèrcit llavors va reprendre l'avanç. Huang va escapar per una porta, però va ser perseguit i decapitat per un genet. En una gran reunió durant l'endemà, Sun Quan va aixecar la seva copa a Dong dient, "la reunió d'avui és per celebrar la proesa d'aquell que va tallar les dues cordes!"

### Incident a Ruxu i mort
A la batalla de Ruxukou contra l'atapeït exèrcit de Cao Cao de 400.000 homes, Sun Quan va manar a Dong Xi a comandar la "nau de cinc pisos" i aquest últim va estacionar amb el vaixell a la desembocadura del Ruxu. Una nit, un cicló va crear una forta tempesta a la badia, tant que va posar en perill de bolcar la "nau de cinc pisos". Els seus subordinats van evacuar el vaixell de guerra, i suplicaren a Dong Xi d'eixir d'aquest, però el fidel, però obstinat Dong va respondre amb severitat, "Com un general que ha rebut la responsabilitat de preparar-se per fer front als rebels, com puc abandonar la meva posició? Qualsevol que s'atrevisca a comentar novament açò serà decapitat!" Ell llavors va romandre a soles en el vaixell, mentre que els altres pusil·lànimement esperaven des de la distància que canviara d'opinió. Això no obstant, Dong va posposar l'abandonar el difunt vaixell. Quan el vaixell finalment es va enfondrar, Dong es va enfonsar amb ell. El subordinats abandonat el vaixell abans van comunicar i contar meravellats a Sun sobre com va ser de lleial el general. Poc després Sun va fer dol pel seu ajudant valent, i generosament va donar suport a la família de Dong.

## Anotacions
1. ↑  “江东地势，有山川之固，而讨逆明府，恩德在民。讨虏承基，大小用命，张昭秉众事，袭等为爪牙，此地利人和之时也，万无所忧。” Capítol 55, Registres dels Tres Regnes
2. ↑  “受将军任，在此备贼，何等委去也，敢复言此者斩！” Capítol 55, Registres dels Tres Regnes